# Marsai Martin

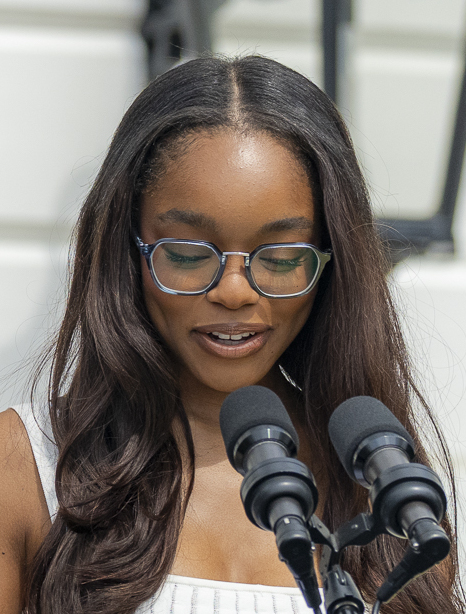
Marsai Martin, 2024

Marsai Martin (* 14. August 2004 in Plano, Texas) ist eine US-amerikanische Schauspielerin und Synchronsprecherin, die vor allem durch ihre Rolle der Diane Johnson in der ABC-Serie Black-ish Bekanntheit erlangte.

## Leben und Karriere
Marsai Martin wurde um das Jahr 2004 in der texanischen Stadt Plano, einem Vorort von Dallas, geboren, und wuchs im nahegelegenen Little Elm am Lewville Lake, zwischen Denton und Frisco, auf und besuchte hier unter anderem die Chaves Elementary School. Im Alter von fünf Jahren brachten sie ihre Eltern zur Kim Dawson Agency nach Dallas, wo sie fortan unter Vertrag genommen und bald darauf für ihren ersten landesweit ausgestrahlten Werbespot (für Choice Hotels International) gebucht wurde. In weiterer Folge nahm sie Schauspielunterricht in Cathryn Sullivan’s Acting for Film Studio in Lewisville, in dem unter anderem bereits Demi Lovato, Selena Gomez, Debby Ryan, Thomas Mann oder Hayley Orrantia ausgebildet wurden. Hier kam sie auch zu ihrer späteren Agentin Melissa Berger Brennan vom CESD Talent Agency, die nach Kalifornien lotste. Im November 2013 zog die Familie nach Los Angeles, um die Schauspielkarriere der damals 9-jährigen Tochter zu fördern. In den darauffolgenden 160 Tagen wurde sie für zwölf verschiedene Werbespots sowie den Piloten der ABC-Serie Black-ish gebucht. In der Serie ist sie seitdem in einer der Hauptrollen zu sehen und mimt dabei die Tochter von Andre „Dre“ Johnson, Sr (gespielt von Anthony Anderson) und Dr. Rainbow „Bow“ Johnson (gespielt von Tracee Ellis Ross). Für ihre bisher dargebotenen Leistungen in der Serie wurde sie bei der Verleihung der Young Artist Awards 2015 für einen Young Artist Award in der Kategorie „Beste Nebendarstellerin in einer Fernsehserie“ nominiert, konnte sich in dieser Kategorie jedoch nicht gegen Holly Taylor von The Americans durchsetzen. Die Zeitschrift Entertainment Weekly wählte sie in diesem Jahr bei der Wahl der zwölf besten Kinderdarsteller unter zwölf Jahren („Top 12 Under 12“) auf den zweiten Platz.
In diesem Jahr wurde sie auch engagiert eine Sprechrolle in einer Episode der Disney-Junior-Serie Goldie & Bear zu übernehmen. Hierbei spielt sie, wie in Black-ish, die Zwillingsschwester des von Miles Brown dargestellten Charakters. In der deutschsprachigen Ausstrahlung dieser Folge wurde ihrem Charakter Jill von Maria Hönig die Stimme geliehen. Nachdem die Serie auch 2015 weiterhin sehr erfolgreich lief, wurde die Black-ish-Nachwuchsdarstellerin im darauffolgenden Jahr 2016 für mehrere Preise nominiert. Bei den Young Artist Awards 2016 folgten Nominierungen in den Kategorien „Herausragende Besetzung in einer Fernsehserie“, wo sie zusammen mit Marcus Scribner, Yara Shahidi und Miles Brown, aufgelistet wurde, und „Beste Nebendarstellerin in einer Fernsehserie“. In letztgenannter Kategorie konnte sie sich dabei gegen die Konkurrenz durchsetzen. Auch bei den Image Awards 2016 spielte die Serie Black-ish eine wichtige Rolle und wurde abermals in zahlreichen Kategorien nominiert. Für Marsai Martin kam es dabei zu Nominierungen in der Kategorie „Outstanding Performance by a Youth (Series, Special, Television Movie or Mini-series)“, sowie in der Kategorie „Beste Nebendarstellerin in einer Comedy-Fernsehserie“. Während sie sich in erstgenannter Kategorie Serienkollegen Marcus Scribner geschlagen geben musste, auch Serienkollege Miles Brown war für diesen Preis nominiert, gewann sie den Preis als „Beste Nebendarstellerin in einer Comedy-Fernsehserie“. Weiters erledigte sie diverse Arbeiten im Voice-over-Bereich für den Animationsfilm The Addams Family, die Komödie The Ridiculous 6, sowie diverse andere Projekte.

## Filmografie
- 2014–2022: Black-ish (Fernsehserie, 176 Episoden)
- 2015: Goldie & Bear (Fernsehserie, 4 Episoden, Sprechrolle)
- 2016: An American Girl Story: Melody 1963 - Love Has to Win (Fernsehfilm)
- 2016, 2019: Elena of Avalor (Fernsehserie, 2 Episoden, Sprechrolle)
- 2018: Unbreakable Kimmy Schmidt (Fernsehserie, Episode 4x05)
- 2019: Little
- 2019: Dragons: Rescue Riders (Fernsehserie, 11 Episoden, Sprechrolle)
- 2019: Costume Quest (Fernsehserie, Episode 1x08, Sprechrolle)
- 2019: Mixed-ish (Fernsehserie, Episode 1x01)
- 2021: Spirit – Frei und ungezähmt (Spirit Untamed, Sprechrolle)
- 2023: Paw Patrol – Der Kinofilm (PAW Patrol: The Movie, Sprechrolle)
- 2024: The Masked Singer (Fernsehsendung, Teilnehmerin Staffel 12, 13. Platz)
- 2025: G20

## Nominierungen und Auszeichnungen
Nominierungen
- 2015: Young Artist Award in der Kategorie „Beste Nebendarstellerin in einer Fernsehserie“ für ihr Engagement in Black-ish[3]
- 2016: Young Artist Award in der Kategorie „Herausragende Besetzung in einer Fernsehserie“ zusammen mit Marcus Scribner, Yara Shahidi und Miles Brown für ihr Engagement in Black-ish[4]
- 2016: NAACP Image Award in der Kategorie „Outstanding Performance by a Youth (Series, Special, Television Movie or Mini-series)“ für ihr Engagement in Black-ish[5]

Auszeichnungen
- 2016: Young Artist Award in der Kategorie „Beste Nebendarstellerin in einer Fernsehserie“ für ihr Engagement in Black-ish[4]
- 2016: NAACP Image Award in der Kategorie „Beste Nebendarstellerin in einer Comedy-Fernsehserie“ für sein Engagement in Black-ish[5]